# Чартерна авіакомпанія
Чартерна компанія використовує авіаційну техніку на чартерній основі, її рейси не підпадають під звичайний розклад, а узгоджуються з вимогами клієнта. Багато регулярних авіакомпаній також виконують чартерні рейси, однак вони не класифікуються як чартерні авіакомпанії.
З розвитком масового туризму чартерні рейси набули новий напрямок розвитку — перевезення туристів в курортні та туристичні міста. Такі чартерні рейси протиставляють регулярним рейсам, але вони фактично працюють за постійним розкладом. Однак у цьому випадку квитки продаються не безпосередньо чартерної авіакомпанії пасажиру, а туристичним операторам, які замовляють чартерний рейс (іноді разом з іншими туроператорами).
Також чартерні авіакомпанії зазвичай перевозять пасажирів, які замовили індивідуально або невеликою групою рейс до морських курортів, історичним місцям або портів, де їх чекає круїзне судно, іноді літак наймається для досить великої групи, наприклад, спортивної команди або військового підрозділу.
Зазвичай вартість чартерного рейсу входить у вартість путівки, у яку також входять трансфери до/з аеропорту до готелю проживання і вартість проживання в готелі, а також, можливо, інші послуги. Тим не менш, у ряді країн антимонопольним законодавством заборонено включати перельоти у вартість путівки загальною сумою, і туристи можуть купувати пакет, що включає тільки переліт до місця призначення і назад. Такі пакети зазвичай дешевше вартості квитка регулярної авіакомпанії. Крім того, чартерні авіакомпанії часто працюють на маршрутах або в аеропортах, де немає жодного регулярного сполучення. Більша частина пасажиропотоку через аеропорти маленьких і середніх розмірів у Великій Британії складається з чартерних рейсів, і виживання цих аеропортів часто залежить від аеропортових зборів, які вони отримують від чартерних авіакомпаній.
Багато регулярних авіакомпаній повного сервісу (тобто продають квитки безпосередньо пасажирам) відкривають чартерні підрозділи, так як не можуть повною мірою конкурувати з чартерними авіакомпаніями. Крім того, деякі вантажні авіакомпанії іноді перевозять пасажирів на своїх літаках. З іншого боку, деякі чартерні авіакомпанії розширили спектр послуг у відповідності з вимогами ринку.[джерело?]
Економіка чартерних рейсів зазвичай передбачає близько 100 % проданих місць.